# Christiana (película)
Christiana (conocida en Grecia como Χριστιάνα) es una película de aventura y fantasía de 1979, dirigida por Ken Anderson, que a su vez la escribió y basada en la novela The Pilgrim's Progress (El progreso del peregrino) de John Bunyan, en la fotografía estuvo Heather Edmondson, los protagonistas son Jenny Cunningham, Tina Heath y Liam Neeson, entre otros. El filme fue realizado por Ken Anderson Films, se estrenó el 10 de junio de 1979.

## Sinopsis
Secuela de El progreso del peregrino. Christiana toma la decisión de hacer como su marido y peregrina a la Ciudad Celestial con sus hijos y una amiga.